# Palais Heydar Aliyev

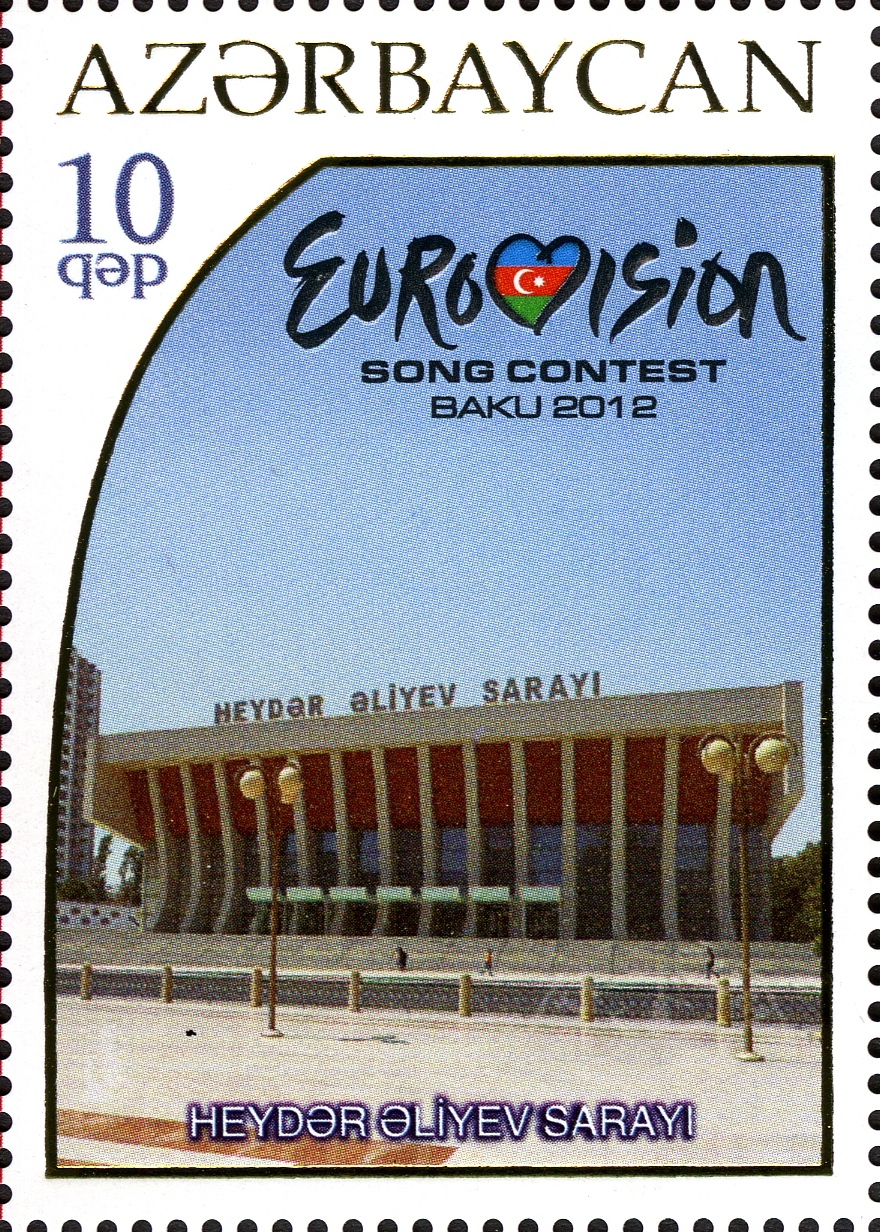
Palais Heydar Aliyev

Palais Heydar Aliyev  (en azéri : Heydər Əliyev Sarayı) — du nom du président de l'Azerbaïjan Heydar Aliyev — dans la ville de Bakou (district de Nassimi) est le premier grand complexe de concert en Azerbaïdjan, inauguré en 1976. Il fut initialement appelé « Palais Lénine », puis renommé « Palais de la République » et finalement « Palais Heydar Aliyev ».   
Le théâtre peut accueillir 2165 spectateurs. Outre les concerts et d’autres programmes culturels, on y organise aussi des manifestations d'importance nationale. Ainsi, les cérémonies d'intronisation de Heydar Aliyev en 1993 et en 1998, ainsi que les cérémonies d'intronisation d'Ilham Aliyev en 2003 et en 2008 se sont tenues dans ce palais.   
Dans les années 2007-2008 le palais a été complètement rénové et équipé de nouveau matériel. Des modifications ont été apportées à la façade du bâtiment,.  